# Michel Mudry
Pour les articles homonymes, voir Mudry.
Michel Mudry, né à Paris le 15 février 1945. Spécialiste de mécanique et d'aéronautique. Il est docteur en mathématiques puis docteur d'État es-sciences physiques de l'université Pierre et Marie Curie (Sorbonne université). C'est un ingénieur, universitaire et homme politique français. Il est professeur des universités à l'université d'Orléans et il préside l'université d'Orléans entre 1997 et 2002.

## Biographie

### Carrière universitaire
Assistant à l'université du Havre (1970-1974)
Maître -assistant à l'université d'Orléans 1974-1984)
Professeur des universités de 1984 à 2014.

## Distinctions
- Chevalier de l'ordre national du Mérite (décret du 15 novembre 1999)[1]